# Социально-когнитивная теория
Социально-когнитивная теория используется в психологии, образовании и коммуникации. Она основывается на положении, что на поведение индивидуума влияют социальные взаимодействия, опыт других людей, а также массмедиа.
Теория была разработана Альбертом Бандурой.
Согласно ей, люди могут приобрести новые образцы поведения через наблюдение за другими моделями поведения, которые они потом могут повторить. Например, ребёнок может наблюдать, как приятель отнимает мяч у одноклассника и в результате учится тому же.
Эти усвоенные модели поведения могут быть центральной частью какой-то определённой личности. Социальные психологи согласны с тем утверждением, что окружающая среда, в которой человек растет, влияет на его поведение, но в то же время они считают, что индивидуальный человек (и, следовательно, познание) столь же важны.

## История возникновения теории
Основы социально-когнитивной теории были заложены в 1931 году в книге Эдвина Б. Холта и Гарольда Чепмена Брауна, в которой звучала мысль о том, что все действия животных сводятся к удовлетворению психологических потребностей: «чувства, эмоций и желания». Данная теория предсказала то, что люди не могут научиться повторять поведение других до тех пор, пока не начнут подражать им.
В 1941 году Нил Миллер и Джон Доллард представили свою книгу, в которой была пересмотрена теория Холта о социальном научении, а также теория имитации. В ней утверждается, что существуют четыре базовых этапа научения: влечение (или мотивация), сигнал, реакция, подкрепление. Социальная мотивация, которая включает в себя подражание — процесс определения действия по социальной ситуации, в которой нужно принять решение, когда и как надо это действие совершать. Имитация поведения зависит от получения положительной или негативной реакции. Миллер и Доллард утверждают, что если кто-то желает изучить определённое поведение, то он должен это делать с помощью наблюдений. Повторяя действия, наблюдатель может поддержать себя с помощью положительного подкрепления.
Теория социального научения была сформулирована и расширена канадским психологом Альбертом Бандурой. Бандура в 1961 и 1963 году провел совместно со своими студентами и коллегами эксперимент с куклой Бобо, целью которого было выявление причин агрессивного поведения у детей. Эти эксперименты доказали возможность научения через наблюдение за поведенческой моделью. Результаты этих исследований позволили Бандуре опубликовать в 1977 году книгу и статью, в которой он расширил свою идею о том, как формируется поведение, основываясь на работах Миллера и Долларда. В своей статье Бандура показывает прямую взаимосвязь между самоэффективностью и поведенческими изменениями, и тем самым подтверждает правильность теории социального научения. Согласно Бандуре, существует четыре источника самоэффективности: «овладение мастерством, социальное моделирование, вербальное подкрепление, психическое состояние».
В 1986 году Бандура публикует свою вторую книгу, в которой он расширил и дал другое название оригинальной теории. Он дал ей название социально-когнитивной теории. Бандура изменил её название для того, чтобы подчеркнуть, что познание играет значительную роль в поведении человека.
Социально-когнитивная теория применяется во многих областях человеческой жизни, например, в таких, как в выборе профессии, организационном поведении, а также в учебной мотивации.

## Основные принципы
Основные принципы теории Бандуры можно объяснить взаимодействием трёх факторов:
1) Личностные факторы (независимо от того, обладает ли индивидуум высокой или низкой самоэффективностью по отношению к поведению)
2) Факторы среды (влияние окружающей среды на поведение человека)
3) Факторы реакции среды (реакция окружения на поведение индивидуума)
«Так как концепции людей, их поведение и их окружение взаимно детерминированы, индивиды не являются ни беспомощными объектами, контролируемыми силами окружения, ни совершенно свободными существами, которые могут делать все, что им вздумается» — А. Бандура

## Научение через моделирование
После эксперимента с куклой Бобо Бандура провел ещё одно исследование, в котором группе детей показывались видеофильмы, включающие кадры насилия и агрессивных действий. После просмотра видео, Бандура поместил детей в одну комнату с куклой Бобо, чтобы наблюдать за тем, как они будут себя с ней вести. В ходе эксперимента Бандура установил, что дети, которые смотрели данное видео, проявляли более агрессивное поведение, чем те, кто его не смотрели. Этот эксперимент является отражением социально-когнитивной теории, т.к он доказывает, что люди копируют поведение, которое они видят в средствах массовой информации. В данном эксперименте дети воспроизводили ту модель поведения, которую они видели на видеозаписи.
Научение через наблюдение включает в себя:
- Процессы внимания: человек уделяет внимание конкретному социальному поведению и внимательно наблюдает за ним
- Процессы запоминания: человек наблюдает за моделью поведения и её последствиями, преобразует наблюдения в символы и переводит их в долговременную память. Однако за положительным поведением должно следовать положительное подкрепление. То же самое характерно и для негативного поведения
- Моторо-репродуктивные процессы: закодированные в символах запомненное поведение трансформируются в соответствующие действия. Во время воспроизведения конкретного поведения человек получает реакцию других людей и может скорректировать, и воспроизводить его в дальнейшем в улучшенной форме.
- Мотивационные процессы: человек воспроизводит поведение в соответствии с реакцией окружающих и последствиями. Человеку важно иметь стимул, позитивное подкрепление для выстраивания конкретного поведения[12]

## Ожидаемые результаты
Для того, чтобы изучить конкретное поведение, люди должны понять, каков будет потенциальный результат, если они будут повторно воспроизводить данное поведение. На эти ожидания влияет окружение, в котором человек вырастает. К примеру, ожидаемые последствия вождения в состоянии алкогольного опьянения по закону в США — штраф или тюремное заключение. В то время, как в другой стране, данное нарушение может караться смертной казнью.

## Критика социально-когнитивной теории
- Теория фокусируется больше на ситуации, а не на внутренних чертах человека: эмоции не учитываются. Разные ситуации, безусловно, влияют на поведение, но следуют учитывать и неосознанные мотивы, эмоции
- Теория сосредотачивается на когнитивных аспектах и не придает значения биологическим и гормональным влияниям: некоторые психологи считают, что биологические и гормональные процессы в большей степени влияют на принятие решения, чем опыт прошлого или познание.[13]